# Paul Loubradou
Paul Loubradou, né à Cahors le 8 octobre 1883 et mort à Toulon le 7 mars 1961, est un artiste peintre, militant communiste et député français.

## Biographie

### Enfance et carrière militaire
Paul Loubradou est né dans une famille nombreuse du Lot. Son père, Jean-Pierre, qui fut tour à tour exploitant agricole, gendarme et militaire, le fait engager comme enfant de troupe. « Signe qu’on avait décelé chez lui des moyens intellectuels » écrit son biographe l'historien Guillaume Bourgeois. Après l'obtention de son bac, il poursuit ses études de théologie au séminaire Saint-Vincent-de-Paul de Dax, une vocation religieuse toutefois interrompue après un désaccord avec le directeur du séminaire. En 1903, il s'engage dans l'armée coloniale. Après plusieurs séjours en Afrique, sa carrière militaire s'arrête subitement, car il est atteint du paludisme.

### Artiste autodidacte
De retour en Dordogne où il a passé une partie de son enfance, il se marie avec Antonia Barret. Peintre autodidacte de talent, il parvient à vendre une grande quantité de tableaux. Après quelques années passées dans la région toulonnaise, le couple part à l'aventure pour l'Amérique du Sud. Une époque heureuse où l'artiste gagne aisément sa vie en faisant des toiles pour les riches propriétaires chiliens. Mais en septembre 1914, la guerre l'oblige à regagner l'Europe. Caporal au 308e de ligne, il est gazé et son paludisme le fait beaucoup souffrir. Démobilisé, son état de santé est préoccupant.

### Parcours politique
Comme de nombreux poilus qui voient dans la guerre de tranchées un sacrifice inutile de milliers de conscrits, il adopte une attitude antimilitariste à son retour du front. Militant syndical, Paul Loubradou organise la structure du syndicat CGT à la Poudrerie nationale de Bergerac (Dordogne) où il travaille. Un établissement où 12 000 ouvriers travaillent pour « l'effort de guerre ». Selon son biographe : « Paul Loubradou étant favorable aux bolchéviks russes et à la conclusion d’une paix négociée, son second engagement viserait à ralentir, voire à paralyser une place forte de l’industrie de guerre ». Une action syndicale qui le conduit à rejoindre les rangs de la SFIO locale dont il devient en 1918, le secrétaire départemental. Évincé de la Poudrerie où son activité politique est devenue inacceptable pour la direction, il lance un journal, Justice, dont le sous-titre sera : « organe hebdomadaire de la classe ouvrière et paysanne », puis : « journal socialiste et syndicaliste mensuel sous le contrôle des organisations ouvrières et paysannes de Bergerac ». Le journal sera l'organe officiel du parti communiste de la Dordogne. Il brigue sans succès un mandat législatif sous les couleurs de la SFIO en 1919. Très engagé dans la CGT, il s'implique fortement dans la grève de 1920, engagement qui lui vaut d'être poursuivi par la police. Il quitte alors pour un temps la France pour l'Espagne. Pour subsister, il reprend son travail d'artiste. Candidat à un projet de décoration du casino de Saint-Sébastien, son projet est retenu. Un travail que le roi Alphonse XIII de Bourbon apprécie particulièrement au point qu'il offre « un talavera de sa collection personnelle (un vase décoré en grès). »
De retour en France, en 1923, la SFIO de Dordogne a adhéré à la SFIC. Loubradou redevient l'homme pivot du nouveau parti et fonde une société coopérative qui aide les nécessiteux. « Paul Loubradou n’est donc pas un communiste ordinaire et demeure symboliquement chrétien dans certaines attitudes ». Cet engagement n'est du goût de la direction du PCF durant la période de bolchevisation du parti communiste français et de la ligne politique dite « classe contre classe ». Élu conseiller municipal de Bergerac en 1928, il démissionne de son mandat quelques semaines après. Son journal Justice disparaît en 1933, « sans doute à cause de son orientation politique trop large ». Las des querelles idéologiques, l'artiste se déplace en Allemagne, au Danemark et en Suède. Il s'installe finalement à nouveau sur la Côte d'Azur où son engagement politique semble définitivement derrière lui. Et pourtant, le changement de ligne au sein du PCF, avec le Front populaire, change la donne. Le parti a besoin d'une figure de proue capable d'emporter les élections en Dordogne. Il accepte d'être candidat aux législatives de Bergerac et est élu avec son camarade Gustave Saussot. Le parlementaire communiste n'a toutefois que peu de temps pour vivre sa vie d'homme politique. La guerre qui menace et finalement éclate en septembre 1939, le fera définitivement rompre avec le PCF.
Hostile au pacte germano-soviétique, il démissionne du PCF le 28 août 1939 : « L’être sans défense écrasé sous la bombe d'avion, que cette bombe soit hitlérienne ou soviétique, c'est un être lâchement assassiné, et il n'y a pas de doctrine qui vaille, il ne nous est pas possible de ne pas maudire l'assassin », déclare-t-il.
Il fonde dès lors avec d'autres élus communistes en rupture l'Union populaire française. 
Profondément aigri par son départ du parti auquel il estimait avoir sacrifié son existence, il écrit en août 1944 : « Si, en 1939, le PCF avait affiché sur les murs de France un manifeste inspiré de l’esprit qui a dicté celui que nous lisons aujourd’hui, je n’aurais jamais quitté le parti. Et pour cause !" »»

## Sources
- « Paul Loubradou », dans le Dictionnaire des parlementaires français (1889-1940), sous la direction de Jean Jolly, PUF, 1960 [détail de l’édition]
- Jean-Jacques Gillot, Les communistes en Périgord (thèse et Pilote 24 éditions, 2007)

## Œuvres
- Le Cahier de Jean Lascar – 1914-1918, Éditions Victor Thomas, Paris, 1934, 299 p.